# Шагали Шакман
Шагали Шакман (баш. Шәғәле Шаҡман) — предводитель башкирского племени тамьян.

## Биография
Родился на территории Белорецкого района. Шагали Шакман являлся вождём башкирского племени тамьян. Впоследствии возглавил борьбу тамьянцев против Ногайской Орды. Согласно шежере и некоторым другим историческим источникам, вместе с другими биями вёл переговоры об условиях русского подданства юго-восточных башкир. После заключения договора получил жалованную грамоту, которая подтверждала его принятие русского подданства. Шагали Шакману был пожалован титул тархана.
Место захоронения Шагали Шакмана находится в башкирской деревне Кагарманово.

## Родословная
Шежере (родословная) от Туман-бия:
Туманбий, далее Калдар-бий — Нахмет-бий — Басман-хан — Айкын-бий — Айдарали-бий — Шагали Шакман

## Память
- В 2019 году, в деревне Кагарманово прошёл праздник в честь 500-летия Шагали Шакмана[2]
- В 2024 году башкирский певец Ильшат Надергулов выпустил одноимённую песню, посвящённую Шагали Шакману.